# Wunderschön
Wunderschön (tłum. Piękny) – niemiecki komediodramat z 2022 roku w reżyserii niemieckiej reżyserki i aktorki Karoline Herfurth. Film opowiada o pięciu kobietach, które uwięzione są pomiędzy nadwyrężonym poczuciem własnej wartości, a rzekomo koniecznym samodoskonaleniem. Wunderschön miał swoją premierę 3 lutego 2022 roku, iż z powodu pandemii COVID-19 została ona przełożona o prawie dwa lata.

## Fabuła
Film skupia się na losach pięciu kobiet: Frauke ma ponad pięćdziesiąt lat, nie czuje się już pożądana i czuje się ignorowana przez męża Wolfganga; ich córka Julie chce zostać modelką i stara się wszelkimi sposobami kształtować swoje ciało zgodnie z ideałem piękna obowiązującym w branży; Leyla jest otyłą córką menadżerki Julie, która nie jest akceptowana przez matkę taką, jaka jest; bratowa Julie, Sonja, jest po dwóch ciążach i zmaga się ze zmianami w swoim ciele i popada kryzys życiowy, a jej mąż Milan zdaje się tego nie zauważać; najlepsza przyjaciółka Sonji, Vicky, jest nauczycielką i uczy swoich uczniów, że wygląd to tylko niewielka część tego, co sprawia, że ludzie są tacy, jacy są i jest przekonana, że kobiety i mężczyźni nigdy nie będą w stanie spotkać się na równych warunkach. Jej kolega z pracy, Franz, pragnie zbudować z nią stałą relację na równych prawach.

## Obsada
- Karoline Herfurth jako Sonja[6]
- Nora Tschirner jako Vicky[6]
- Dilara Aylin Ziem jako Leyla[6]
- Emilia Schüle jako Julie Abeck[6]
- Martina Gedeck jako Frauke Abeck[6]
- Joachim Król jako Wolfgang "Wolfi" Abeck[6]
- Friedrich Mücke jako Milan[6]
- Milo Eisenblätter jako Piet[6]
- Maximilian Brückner jako Franz[6]
- Melika Foroutan jako matka Leyli[6]
- Carolin Karnuth: położna
- Marlene Burow jako Natasha
- Maximilian Hildebrandt jako Olaf[6]

## Produkcja
Zdjęcia do filmu rozpoczęto 29 lipca 2019 roku i trwały do 13 października tego samego roku. Hellinger / Doll Filmproduktion w kooperacji z Warner Bros. zajęli się dystrybucją filmu.
Początkowo premiera filmu w Niemczech i Alemanii miała odbyć się 17 grudnia 2020 roku. Z powodu pandemii COVID-19 została ona przełożona na 2022 roku.

## Odbiór
Film odniósł duży sukces - sprzedano 210 tysięcy biletów i zarobił nieco ponad 2 miliony euro oraz znalazł się na pierwszym miejscu list filmowych hitów. W dzień premiery filmu Wunderschön został emitowany w 674 kinach na terenie całych Niemiec i pobił oglądalnością takie filmy jak Spider-Man: Bez drogi do domu czy Sing 2. To najlepszy wynik otwarcia niemieckiego filmu od początku pandemii w połowie marca 2020 roku.

### Nagrody i nominacje
| Rok  | Ceremonia                                 | Kategoria                          | Nominowani                      | Rezultat  | Przypis |
| ---- | ----------------------------------------- | ---------------------------------- | ------------------------------- | --------- | ------- |
| 2022 | Festival des deutschen Films Ludwigshafen | Filmkunstpreis - Bester Film       | Hellinger / Doll Filmproduktion | Nominacja | [ 5 ]   |
| 2022 | Festival des deutschen Films Ludwigshafen | Rheingold Publikumspreis           | Hellinger / Doll Filmproduktion | Nominacja | [ 5 ]   |
| 2022 | Festival des deutschen Films Ludwigshafen | Filmkunstpreis - Regie/Drehbuch    | Karoline Herfurth               | Nominacja | [ 5 ]   |
| 2022 | Günter Rohrbach Filmpreis                 | Finalist                           | Karoline Herfurth               | Nominacja | [ 5 ]   |
| 2022 | Günter Rohrbach Filmpreis                 | Preis des Saarländischen Rundfunks | Karoline Herfurth               | Wygrana   | [ 5 ]   |
| 2022 | Festival des deutschen Films Ludwigshafen | Filmkunstpreis - Drehbuch          | Lena Stahl                      | Nominacja | [ 5 ]   |
| 2022 | Festival des deutschen Films Ludwigshafen | Filmkunstpreis - Bester Film       | Warner Bros. Entertainment GmbH | Nominacja | [ 5 ]   |
| 2022 | Festival des deutschen Films Ludwigshafen | Rheingold Publikumspreis           | Warner Bros. Entertainment GmbH | Nominacja | [ 5 ]   |
| 2022 | Festival des deutschen Films Ludwigshafen | Filmkunstpreis - Drehbuch          | Monika Hebborn                  | Nominacja | [ 5 ]   |
| 2022 | Deutscher Filmpreis                       | Bester Spielfilm                   | Christopher Doll                | Nominacja | [ 5 ]   |
| 2022 | Deutscher Filmpreis                       | Bester Spielfilm                   | Lothar Hellinger                | Nominacja | [ 5 ]   |
| 2022 | Deutscher Filmpreis                       | Beste Filmmusik                    | Annette Focks                   | Wygrana   | [ 5 ]   |
| 2023 | Jupiter Awards                            | Bester Film Kino                   | Karoline Herfurth               | Nominacja | [ 5 ]   |
| 2023 | Jupiter Awards                            | Beste Darstellerin                 | Emilia Schüle                   | Wygrana   | [ 5 ]   |
| 2023 | Romy                                      | Beste Musik                        | Annette Focks                   | Nominacja | [ 5 ]   |

## Kontynuacja
W lipcu 2024 roku zakończono pracę nad kontynuacją pt. Wunderschöner. Karoline Herfurth znowu zajęła się reżyserią i wcieliła się w rolę Sonji. Emilia Schüle, Friedrich Mücke, Dilara Aylin Ziem i Nora Tschirner powróciły do swoich ról. Premierą filmu odbyła się 13 lutego 2025 roku.